# Rácz István (tanár)
Rácz István (Szatmárnémeti, 1843. október 31. – Szatmár, 1884. március 8.) református gimnáziumi igazgató-tanár.

## Élete
Rácz Bálint tímár és Kelemen Zsuzsánna fia. A gimnázium hat osztályát a protestáns gimnáziumban a VII. és VIII. osztályt a királyi katolikus iskolában szülőföldjén, felsőbb kiképeztetését a pesti egyetemen végezte. Ezután a Pest megyei Halász családnál volt nevelő, majd Sződemeterre (Szatmár megye) ment Balázsi Pál házához, szintén nevelőnek. 1869-ben a szatmárnémeti református egyház meghívta őt gimnáziumának egyik tanszékére. Tanártársaival felváltva viselt igazgatói tisztet; a gimnázium tanügyi bizottságának pedig állandó jegyzője volt. Irodalmi tevékenységének egyik sikere volt az 1882. évi helybeli kézmű- és háziipar-kiállítás fényes eredménye.

## Műve
- Emléklap a Szatmár-Németi városában rendezett helyi-, kézmű- és házi-iparkiállítás alkalmából. Szatmár, 1882

Szerkesztette 1878-tól haláláig a Szamos c. vegyes tartalmú hetenként kétszer megjelent lapot Szatmárt.